# Cubadebate
cubadebateは、キューバの掲示板サイト。「メディア・テロへの対抗」(Contra el Terrorismo Mediático) を掲げキューバに対するネガティブ・キャンペーンに警鐘を鳴らすことを目的とする。
代表者はランディ・アロンソ・ファルコン。欧米報道および、掲示板は、どうしてもキューバを批判しがちであり、また、実際に政府による掲示板を通した組織的な世論形成への関与も疑われるため、それに対抗して作られた。実際にワードプレスでこのサイトも作られているため、どうしても欧米よりの世論が形成されてしまいやすい。
キューバの問題点や意見を議論するための対話フォーラムを提供している。7カ国の言語のバージョンで作成され、従業員はボランティアである。世界の公平な目をもつジャーナリストを招待していると主張している。

## コンテンツ
フィデルカストロ物語
記事、タイトル「同志フィデルの反響」で、フィデル・カストロにより独占的に配信され、キューバの政治情勢のさまざまな問題を扱う。
スペシャル
編集委員会が注目する記事。
ビュー
ジャーナリストやキューバの政策や国際情勢への見解。
ニュース
CubaDebateによって編集されたニュース。
Coletilla
世界のニュース
無料洋書
政治的な分析。CubaDebateから無料ダウンロードを許可した著者の社会思想の本。
ギャラリー
イメージ、写真、過去または現在のイベントを示すグラフィカルなもの。